# Línea 2 (Puerto Madryn)
La Línea 2 es un servicio de pasajeros del transporte de la ciudad de Puerto Madryn. Esta línea pertenece a la empresa de transporte Ceferino del Sur S.A. El servicio de la línea 2 opera de lunes a viernes desde 5:20 horas hasta las 22:45 horas. Los sábados desde 5:40 horas hasta las 22:37 horas y los domingos desde 7:30 hasta las 23:15 horas. El boleto cuesta $4
4,00 el general y $0,00 para los jubilados, discapacitados, policías, estudiantes y universitarios.